# کندیس چپمن
کندیس چپمن (انگلیسی: Candace Chapman؛ زادهٔ ۲ آوریل ۱۹۸۳) بازیکن فوتبال زن اهل کانادا است.
از باشگاه‌هایی که در آن بازی کرده‌است می‌توان به گلد پراید، واشینگتن اسپیریت، بوستون بریکرز، و وسترن نیویورک فلش اشاره کرد.
وی در مسابقات بین‌المللی در مجموع برندهٔ ۱ مدال طلا، ۲ مدال برنز شده‌است.